# 熱海町玉川
熱海町玉川（あたみまち たまがわ）は、福島県郡山市の大字である。郵便番号は963-1303。

## 地理
郡山市北西部の熱海地区に属する。南で熱海町安子島、南西で熱海町熱海、西で熱海町高玉、北で安達郡大玉村玉井、東で本宮市岩根とそれぞれ隣接する。概ね町村制施行以前の安達郡玉川村の流れを汲む地域である。一級水系阿武隈川水系五百川中流左岸域を主な範囲とする。域内の多くを山林が占め、南部の五百川とそれに合流する支流の石筵川沿いの平地に水田が広がり、東西に貫く福島県道8号本宮熱海線沿いを中心に集落が立地する。山裾に沿い東西に磐越自動車道が横断する。熱海町熱海一丁目に所在する郡山北警察署熱海駐在所及び熱海町熱海二丁目に所在する郡山消防署熱海分署がそれぞれ管轄にあたる。

### 主な字
字
- 影山
- 古川
- 菖蒲根
- 雇沢
- 横川

- 五ノ神
- 蟹沢
- 中在家
- 万海田
- 久保田

- 対面原
- 反田
- 阿曾沢
- 富士壇
- 鳴神

- 舘山
- 中島
- 平九郎内
- 瀬戸
- 屋敷

- 前田
- 河原
- 横山
- 小林
- 上ノ原

### 山岳
- 高松山（山頂は大玉村側にある）

### 河川・湖沼
一級水系阿武隈川水系
- 五百川
  - 石筵川
    - 七瀬川

## 歴史
- 1876年 - 二本松藩領青木葉村と横川村が合併し玉川村となる。
- 1879年1月27日 - 玉川村が福島県内における郡区町村制の施行により安達郡の村となる。
- 1889年4月1日 - 町村制の施行により玉川村が中山村、石筵村、高玉村と合併し安達郡高川村が発足する。旧玉川村域は高川村の大字となる。
- 1940年4月1日 - 高川村が町制施行、改称し熱海町となり、熱海町の大字となる。
- 1965年5月1日 - 熱海町が郡山市、安積郡富久山町、日和田町、田村町、安積町、喜久田村、逢瀬村、片平村、三穂田村、湖南村と合併し新たな郡山市が設立され、郡山市の大字となる。

## 世帯数と人口
2024年1月1日現在の世帯数と人口は以下の通りである。
| 大字       | 世帯数  | 人口  |
| ---------- | ------- | ----- |
| 熱海町玉川 | 314世帯 | 584人 |

## 小・中学校の学区
市立小・中学校に通う場合、学区は以下の通りとなる。
| 番地 | 小学校             | 中学校             |
| ---- | ------------------ | ------------------ |
| 全域 | 郡山市立熱海小学校 | 郡山市立熱海中学校 |

## 交通

### 道路
- 磐越自動車道
  - 五百川パーキングエリア
  - 石筵川橋
- 国道49号熱海バイパス
  - 磐梯熱海大橋
- 福島県道8号本宮熱海線

## 施設
- 郡山市立熱海中学校
- 郡山ユラックス熱海
- 磐梯熱海アイスアリーナ
- 郡山市熱海公民館玉川文館
- 高玉金山
- 横川城跡